# Route nationale 608
Die N608 war von 1933 bis 1973 eine französische Nationalstraße, die zwischen Saint-André-de-Sangonis und der N112 östlich von Saint-Pons-de-Thomières verlief. Ihre Länge betrug 80 Kilometer. 1969 übernahm die N9 einen Teil der N608, da diese durch die Flutung des Lac du Salagou unterbrochen wurde und verlegt wurde.